# Košické Oľšany
Košické Oľšany es un municipio del distrito de Košice-okolie en la región de Košice, Eslovaquia, con una población estimada a final del año 2024 de 1388 habitantes.
Se encuentra ubicado en el centro de la región, en la cuenca hidrográfica del río Sajó (afluente derecho del Tisza) y cerca de la frontera con la región de Prešov y con Hungría.

## Demografía
| Año        | 1994 | 2004     | 2014    | 2024    |
| ---------- | ---- | -------- | ------- | ------- |
| Población  | 843  | 1154     | 1262    | 1388    |
| Diferencia |      | +36,89 % | +9,35 % | +9,98 % |

| Año        | 2023 | 2024    |
| ---------- | ---- | ------- |
| Población  | 1363 | 1388    |
| Diferencia |      | +1,83 % |